# Еліс Брейді
Е́ліс Бре́йді (англ. Alice Brady; 2 листопада 1892, Нью-Йорк — 28 жовтня 1939, Нью-Йорк) — американська акторка, почала кар'єру у німому кіно, пізніше знімалася й у звукових фільмах.

## Фільмографія
- 1916 — Позолочена клітка / The Gilded Cage — принцеса Оноре
- 1920 — Нью-йоркська ідея / The New York Idea — Синтія Карслайк
- 1920 — З хору / Out of the Chorus — Флоренц Меддіс
- 1920 — Бродвей в Голлівуді / Broadway to Hollywood — Лулу Гакетт
- 1933 — Коли дами зустрічаються / When Ladies Meet— Бріджет
- 1934 — Веселе розлучення / The Gay Divorcee — тітка Гортенз
- 1934 — Викрадена дитина міс Фейн / Miss Fane's Baby Is Stolen — Моллі Прентісс
- 1935 — Метрополітен / Metropolitan — Гіта Галін
- 1939 — Молодий містер Лінкольн / Young Mr. Lincoln — Ебігейл Клей